# Stefan Stefański (muzealnik)
Stefan Zbigniew Stefański (ur. 12 lipca 1914 w Sanoku, zm. 2 czerwca 1998 tamże) – polski muzealnik, kustosz, regionalista, bibliofil, numizmatyk, kolekcjoner, działacz kulturalny i turystyczny, znawca Sanoka i ziemi sanockiej.

## Życiorys

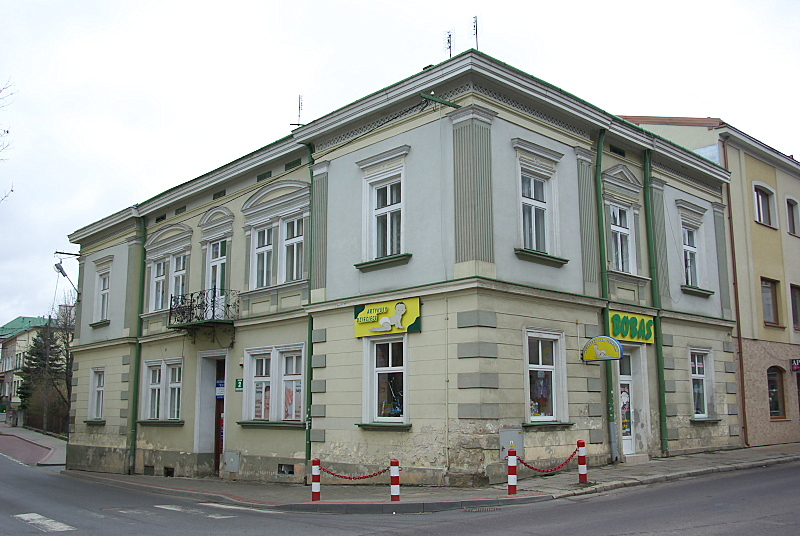
Kamienica przy ul. Henryka Sienkiewicza 2 w Sanoku

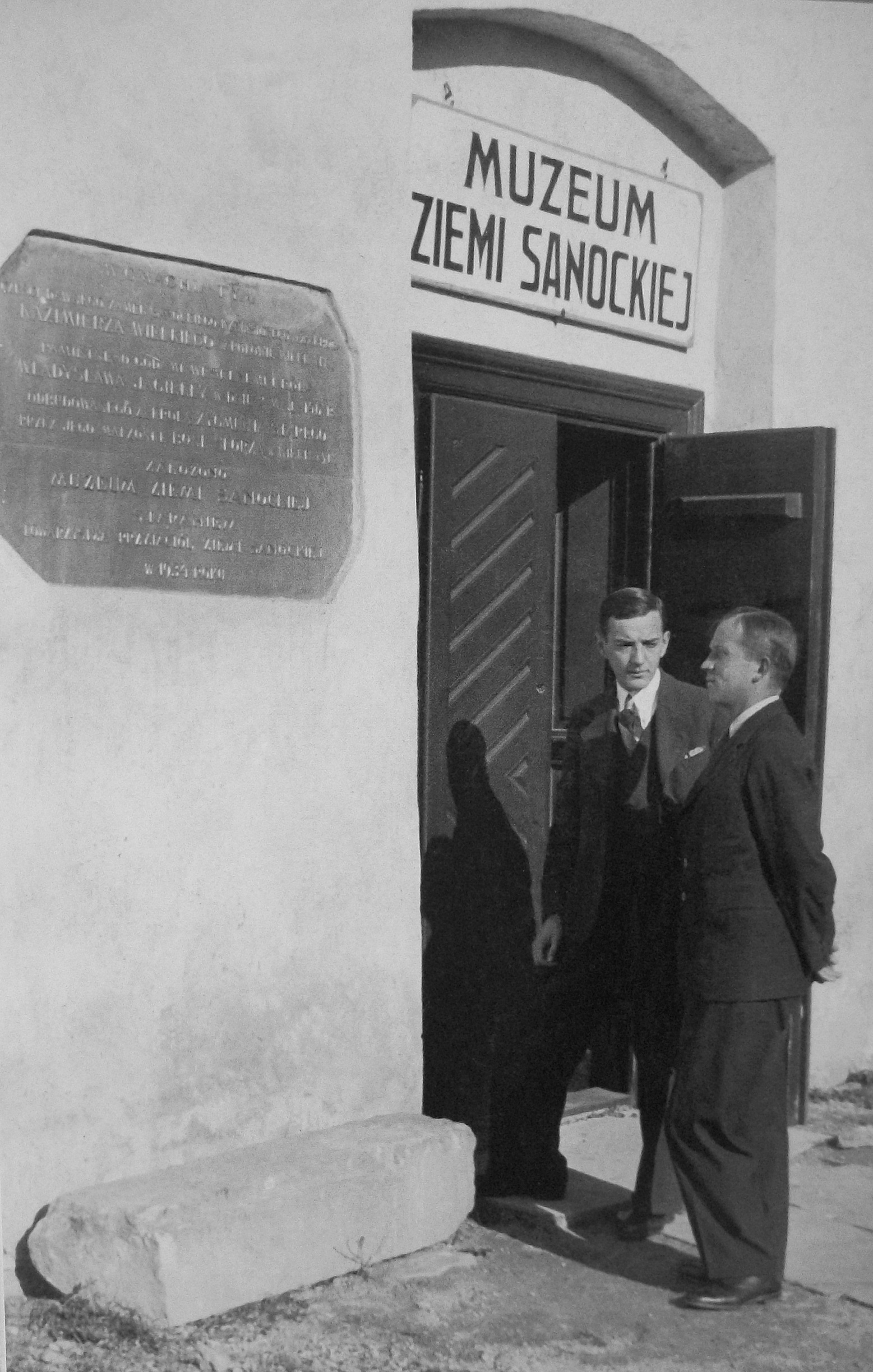
Stefan Stefański i Aleksander Rybicki przy wejściu do Muzeum Ziemi Sanockiej (1935)

Stefan Zbigniew Stefański urodził się 12 lipca 1914 w Sanoku. Był synem Michała (1877–1928) i Seweryny z domu Sikorskiej (1894–1971). Rodzina jego ojca, który osiedlił się w Sanoku, pochodziła z Gręboszowa, a matka z Nowosiółek Gościnnych. Był przedstawicielem trzeciego pokolenia Stefańskich w Sanoku. Miał czworo rodzeństwa, w tym braci Tadeusza Jana (1916-1985), Mariana (1919–1977) i siostrę Janinę (1922-1916, wieloletnia pracownicą biblioteki w Sanoku). Pochodził z rodziny kupieckiej (jego rodzice prowadzili sklep z galanterią męską, funkcjonujący w budynku „Ramerówki”, w okresie schyłkowym zaboru austriackiego był jednym z nielicznych w mieście należących do Polaków, podczas II wojny światowej o charakterze spożywczym z artykułami kolonialnymi). Do 1937 rodzina Stefańskich zamieszkiwała w kamienicy przy ulicy Henryka Sienkiewicza 2. Z racji miejsca zamieszkania Stefan Stefański wychowywał się wśród dzieci żydowskich.
W Sanoku ukończył naukę w szkole podstawowej, a następnie kształcił się w Państwowym Gimnazjum im. Królowej Zofii, gdzie 20 czerwca 1933 zdał egzamin dojrzałości (w jego klasie byli m.in. Zygmunt Bezucha, Edward Czech, Mieczysław Przystasz, Mieczysław Suwała). Uchwałą Rady Miejskiej w Sanoku z 1933 został uznany przynależnym do gminy Sanok. Jeszcze w okresie nauki gimnazjalnej za sprawą profesorów Jana Killara i Sebastiana Flizaka zainteresował się działalnością zbierania dóbr materialnych kultury. Początkowo zbierał medale i monety. Po maturze wraz Adamem Fastnachtem i Aleksandrem Rybickim rozpoczął gromadzenie eksponatów, które następnie zostały udostępnione w Muzeum Ziemi Sanockiej (powstało w 1934 i było zlokalizowane na Zamku Królewskim w Sanoku). W latach 1934–1944 był sekretarzem muzeum. Prowadził także ewidencję zbiorów numizmatycznych oraz pracował jako przewodnik zwiedzających. W okresie międzywojennym wraz z siostrą Janiną prowadził prywatną Bibliotekę Mieszczańską. Jako akademik był działaczem Stronnictwa Narodowego w Sanoku.
Po ukończeniu gimnazjum bez powodzenia zdawał na medycynę (dwa razy) w Wojskowej Akademii Medycznej w Warszawie, przez rok kształcił się w seminarium duchownym, poza tym rozpoczął studia prawnicze na Wydziale Prawa Uniwersytetu Jana Kazimierza we Lwowie, a po ich przerwaniu studia na Akademii Handlu Zagranicznego we Lwowie (według własnej wersji przez trzy lata od 1936 do 1939, przy czym drugi rok miał rozpocząć jesienią 1939, jednak studia przerwał wybuch II wojny światowej). Wówczas próbował przedostać się do Rumunii, jednak koło Sambora został zatrzymany przez Ukraińców, po czym wydostał się z więzienia. Powróciwszy do Sanoka spędził tam wojenny okres okupacji niemieckiej. Przez pewien czas był na liście 15 zakładników z miasta, wydanej przez Niemców 12 września 1939. Na przełomie 1939/1940 dokonał przetransportowania księgozbioru z biblioteki sanockiego gimnazjum do muzeum, ocalając od zniszczenia przez Niemców. W 1940 z inicjatywy malarza Leona Getza został zatrudniony w Ukraińskim Muzeum Łemkiwszczyna (łączącego zbiory polskich dwóch połączonych placówek z II RP: Muzeum Ziemi Sanockiej i Muzeum Towarzystwa Łemkowskiego). Prowadził także prywatną wypożyczalnię książek pod nazwą „Leihbücherei Stefan Stefański” wzgl. „Wypożyczalnia książek Stefan Stefański” (funkcjonowała na późniejszym skwerze pomiędzy ulicą Ignacego Daszyńskiego i ulicą Feliksa Gieli). Dokonał także uratowania części byłego księgozbioru stacjonującego w Sanoku do 1939 2 pułku Strzelców Podhalańskich, z którego 500 egzemplarzy po wojnie przekazał do Centralnej Biblioteki Wojskowej. 6 kwietnia 1942 poślubił Reginę Martę Titz (ur. 1919 w Berlinie, córka Walentego i Agnieszki z domu Kaźmierczak, pochodząca z Poznania, zm. 1989), z którą miał dwoje dzieci – syna Zbigniewa i córkę Romanę.
W czasie swojej pracy był czołowym organizatorem muzealnictwa na terenie Sanoka, inicjował akcję gromadzenia i ratowania dzieł sztuki Ziemi Sanockiej, opracowywał zbiory, prowadził działalność badawczą, rozwijał wiedzę krajoznawczą, był autorem publikacji historycznych i turystycznych z zakresu Sanoka i regionu. Po zakończeniu wojny dokonywał zabezpieczenia zbiorów i czynił starania o ponowne otwarcie placówki. Czynił też starania zmierzające do odnalezienia eksponatów wywiezionych w czerwcu 1944 przez Niemców z sanockiego muzeum. Pracę w muzeum podjął w 14 października 1944 (wtedy mianowano go pracownikiem Starostwa Powiatowego Sanockiego z przydziałem obowiązków kierownika muzeum w Sanoku), następnie został jego kustoszem (tytuł przyznany przez Ministra Kultury i Sztuki w 1960), a potem sprawował stanowisko dyrektora w latach 1944–1968. 27 marca 1947 razem z m.in. burmistrzem Michałem Hipnerem, wiceburmistrzem Józefem Bubellą, dyrektorem Sanockiej Fabryki Wagonów „Sanowag” Filipem Schneiderem, działaczem PPS Romanem Baczyńskim, przed kamienicą służącą za siedzibę 8 Drezdeńskiej Dywizji Piechoty witali przybyłego z Krosna generała Karola Świerczewskiego, który następnego dnia poniósł śmierć pod Jabłonkami. W latach 1948–1949 podejmował działania ratowania zabytków sztuki sakralnej, w szczególności ikon, które lokalizowano w opuszczonych cerkwiach na terenie województwa rzeszowskiego, zbierano i gromadzono w nowo stworzonym Muzeum Historycznym w Sanoku. Dzięki temu powstała unikatowa i liczna kolekcja malarstwa ikonograficznego. W 1963 udał się do Francji celem przeniesienia do sanockiego muzeum zbiorów malarskich należących do przebywających tam polskich malarzy, w tym do Franciszka Prochaski. Na początku 1968 poparł wniosek o zmianę narzuconej zmiany nazwy placu św. Jana w Sanoku autorstwa Jana Bezuchy (od przemianowania w latach 50. istniał plac im. Hanki Sawickiej)). Wraz z nim podczas sesji rady głosował za zmianą Mieczysław Przystasz), jednak po interwencji sekretarza Komitetu Powiatowego PZPR miesiąc później, 28 lutego 1968 uchwałę rady wycofano jako „nieprzemyślaną”. W wyniku reperkusji władz Mieczysław Przystasz i Stefan Stefański stracili zajmowane stanowiska (on sam został odwołany 30 czerwca 1968). 1 lipca 1968 został zatrudniony przez Aleksandra Rybickiego w Muzeum Budownictwa Ludowego w Sanoku, gdzie pełnił stanowisko kierownika działu oświatowego, potem starszego kustosza, zajmując się m.in. szkoleniem przewodników. W MBL wykonywał obowiązki w pełniącym funkcje administracyjne dworku Stupnickich (przeniesionym tam z ul. Kościuszki, gdzie stał naprzeciw domu Stefańskich). W „skansenie” pracował do 31 lipca 1979, po czym na własną prośbę przeszedł na emeryturę.

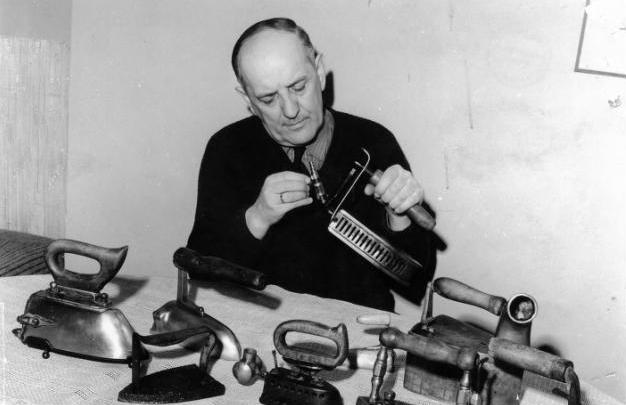
Stefan Stefański z kolekcją starych żelazek

Działał na polu politycznym. Był współzałożycielem utworzonego w 1944 koła i został członkiem zarządu powołanego 19 lutego 1945 oddziału sanockiego Stronnictwa Demokratycznego, który stał się kontynuatorem Klubu Demokratycznego. Z list tej partii był wybierany radnym miejskim w Sanoku, pełniąc mandat łącznie w latach 1945-1968. W kadencji 1950-1954 został wybrany w 1952 do składu Komisji i Oświaty i Kultury MRN. W później powołanej Miejskiej Radzie Narodowej zasiadał w kadencjach: 1954-1958, 1958-1961, 1961-1965, 1965-1969. Równolegle był kierownikiem Wydziału Kultury w Starostwie Powiatowym. 28 listopada 1988 został wybrany członkiem prezydium Miejskiego Komitetu SD w Sanoku. W 1950 był inicjatorem zorganizowania obchodów 800-lecia miasta Sanoka (rocznica przypadła na 1960, lecz uroczystości zorganizowano dwa lata później). W Sanoku inicjował przedsięwzięcia i upamiętnienia historyczne, w tym ustanowienie Pomnika Wdzięczności Żołnierzom Armii Czerwonej, tablicy upamiętniającej 410. rocznicę śmierci Mikołaja Kopernika na gmachu II Liceum Ogólnokształcącego im. Marii Skłodowskiej-Curie, tablicę pamięci gen. Karola Świerczewskiego, Kamień 1000-lecia Państwa Polskiego. Wchodził w skład Społecznego Komitetu Odbudowy pomnika Tadeusza Kościuszki w Sanoku (ideę zrealizowano w 1962), odbudowy Domu Żołnierza Polskiego (potem siedziba Sanockiego Domu Kultury). Udzielał się w Komitecie Odbudowy Warszawy, Lidze Przyjaciół Żołnierza. W latach 1955–1956 współorganizował Muzeum Regionalne PTTK w Krośnie. W 1957 został powołany na konsultanta odbudowy Klasztoru Karmelitów Bosych w Zagórzu. W Sanoku był jednym z założycieli Ogniska Muzycznego. Jako przedstawiciel SD w kwietniu 1988 został wiceprzewodniczącym Miejskiego Kolegium Wyborczego w Sanoku.
Był jednym z założycieli stowarzyszenia „Towarzystwo Domu Żołnierza Polskiego w Sanoku”, zarejestrowanego 12 marca 1946. Od 1950 działał w PTTK, był współzałożycielem sanockiego oddziału PTTK (1951/1952), w którym sprawował funkcję prezesa powiatowego (przełom lat 50. i 60.), był wybierany wiceprezesem 1 lutego 1981, 3 lutego 1985, w 1961 był założycielem Koła Przewodników Bieszczadzkich i Terenowych PTTK w Sanoku, później prowadził Koło Przewodnickie PTTK w Sanoku, którego został skarbnikiem, ponadto był członkiem Zarządu Głównego PTTK działając w Komisji Krajoznawczej, później na przełomie lat 70./80. był członkiem Zarządu Wojewódzkiego PTTK w Krośnie. Oprowadzał wycieczki po Sanoku i Bieszczadach. Był członkiem Komisji Opieki nad Zabytkami, powstałej przy oddziale PTTK w Sanoku. Był jednym z założycieli powołanej w 1961 Grupy Bieszczadzkiej GOPR. Angażował się w tworzenie osiedla campingowego na Białej Górze. Był członkiem Towarzystwa Rozwoju i Upiększania Miasta Sanoka (w czerwcu 1987 został wybrany przewodniczącym sądu koleżeńskiego, 10 lipca 1991 wybrany członkiem zarządu). Był członkiem Koła (później Oddziału) w Sanoku Polskiego Towarzystwa Numizmatycznego. Należał także do Towarzystwa Muzycznego, TPPR i innych.

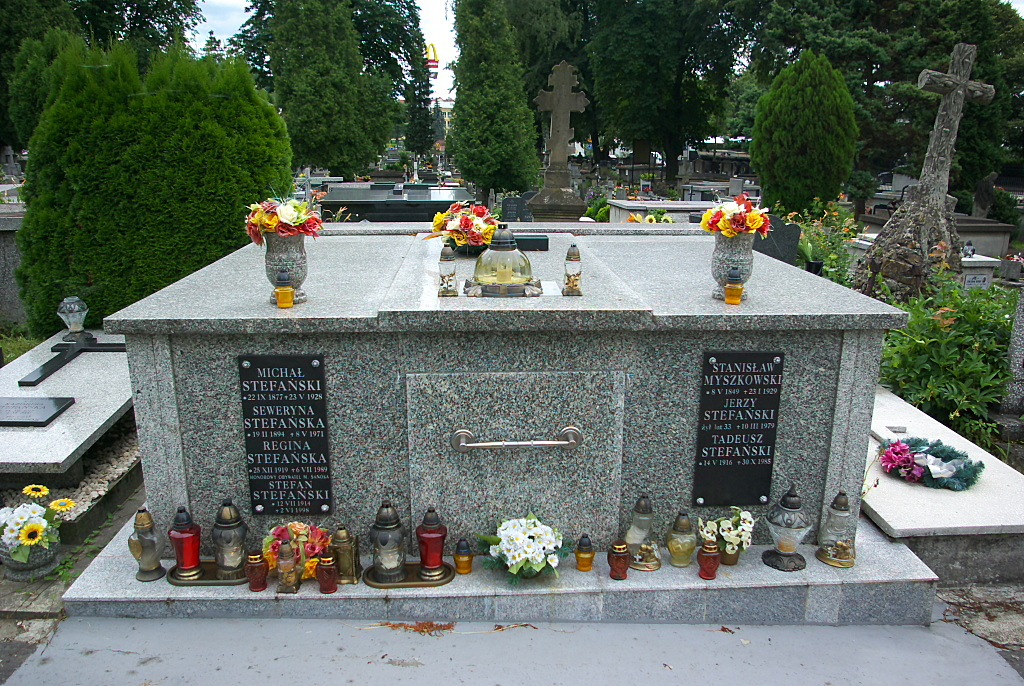
Grobowiec rodziny Stefańskich

Zasiadł w powołanym w 1947 Komitecie Bibliotecznym, wspierającym sanocką bibliotekę, a wraz z żoną Reginą był członkiem działającego przy bibliotece od 1956 Koła Miłośników Książki. Publikował przewodniki po Sanoku i okolicach. Zasiadał w komitecie redakcyjnym i publikował w czasopiśmie „Materiały Muzeum Budownictwa Ludowego w Sanoku”. Był też współpracownikiem „Rocznika Sanockiego”. Działał przy organizacji odsłoniętego 10 października 1971 Pomnika Żołnierzy Września w Bykowcach. 7 kwietnia 1986 jako przedstawiciel Sanoka prowadził Turniej Miast „Sanok - Bolesławiec” rozegrany na lodowisku Torsan (drugim konferansjerem był Tadeusz Sznuk). W latach 80. jego artykuły z cyklu Kartki z niedawnej przeszłości Sanoka ukazywały się w piśmie „Gazeta Sanocka – Autosan”. W latach 1991–1996 na łamach „Tygodnika Sanockiego” drukowano jego krótkie opowiadania dotyczące przeszłości Sanoka w cyklu ukazującym się pod tytułem Pan Stefański opowiada . W swoich artykułach na łamach sanockich pism drukował opowiadania oraz utrwalał wspomnienia własne i innych osób. Pisząc był publicystą historycznym. Wydał 25 prac o tematyce etnograficznej i krajoznawczej. Wydawał pismo turystyczne „Bieszczady Nasze Góry”. Był numizmatykiem. Publikował w kwartalniku „Sanockie Zapiski Numizmatyczne”. Posiadał księgozbiór w liczbie około 200 z dziedziny historii sztuki. Znany jako wszechstronny kolekcjoner. Gromadził druki ulotne, ekslibrisy, zegary ludowe, żelazka, przedmioty dotyczące piwa (np. kufle, szklanice, podstawki, naklejki wzgl. etykiety, korkociągi wzgl. otwieracze), medale, kalendarze, kartki pocztowe . Był znanym gawędziarzem, uchodził za znawcę i „encyklopedię” Sanoka.
Zamieszkiwał przy ulicy Adama Mickiewicza 3 w Sanoku. Zmarł 2 czerwca 1998. Został pochowany w grobowcu rodzinnym na cmentarzu przy ul. Rymanowskiej w Sanoku 5 czerwca 1998. Został tam także pochowany jego krewny, nauczyciel i pisarz Stanisław de Mirow Myszkowski (1849-1929).

Ten człowiek kochał Ziemię Sanocką i walczył, aby zachować to, co dla niej ważne

## Publikacje
Łącznie był autorem około 25 publikacji dotyczących dziedziny etnografii, turystyki i krajoznawstwa; wydał m.in. pierwszy po 1945 przewodnik Sanoka.
- Sanok i okolice. Przewodnik turystyczny (wyd. 1 w 1958[4][98]; wyd. II w 1963[99], wyd. III w 1974[86] [100], wyd. IV w 1991[101][4][86] )
- Przyczynek do historii Muzeum w Sanoku (w: Księga pamiątkowa Gimnazjum Męskiego w Sanoku 1888–1958, 1958, s. 276-280)[102][86]
- Piękno, zabytki, kultura ziemi sanockiej (w: Ziemia sanocka, 1966, red. Jerzy Domański, s. 60-72)[103][86]
- Złota moneta celtycka z Trepczy, pow. Sanok (w: „Acta Archaeologica Carpathica” tom IX z 1967)[104][86]
- Trzydzieści lat Muzeum Sanockiego (zarys historii powstania i rozwoju) (w: „Rocznik Sanocki” tom II z 1967)[105][4]
- Cele i osiągnięcia Muzeum Budownictwa Ludowego w Sanoku w latach 1958–1969 (w: „Materiały Muzeum Budownictwa Ludowego w Sanoku” nr 10 z 1969)[106]
- Analiza ważniejszych prac oświatowych MBL w roku 1970 – kontakty z publicznością (w: „Materiały Muzeum Budownictwa Ludowego w Sanoku” nr 13 z 1971)[107]
- Otwarcie Muzeum w Jaśle (w: „Materiały Muzeum Budownictwa Ludowego w Sanoku” nr 14 z 1971)[108]
- Pracownia konserwatorska Muzeum Budownictwa Ludowego w Sanoku (w: „Materiały Muzeum Budownictwa Ludowego w Sanoku” nr 16 z 1972; współautorka: Halina Piasecka)[109]
- Franciszek Prochaska (w: Księga pamiątkowa (obchodów 100-lecia Gimnazjum oraz I Liceum Ogólnokształcącego w Sanoku, 1980, s. 105-106)[110][86]
- Prawda i legenda o dziejach Sanockiej Ziemi (w: „Sanocjana” cz. 1 z 1985)[111][86]
- opracowanie treści dotyczącej turystyki Sanoka (w: Sanok. Plan miasta, 1991, oprac. Leszek Puchała, red. Piotr Kamiński , Robert Janaszek)[86]
- Cmentarze sanockie (1991)[41][17][112][86]
- Karmel Zagórski (1991)[112][17][86]
- Kartki z niedawnej przeszłości Sanoka (1991[86] [113], wyd. 2: 1993[112])[41][17][86] )
- Epitafium Sebastiana Lubomirskiego w Kościele farnym w Sanoku (1992)[112][17][86]
- Złota moneta celtycka z Trepczy koło Sanoka (w: „Sanockie Zapiski Numizmatyczne” nr 1 z 1996)[114][86]
- Moje pierwsze „zagraniczne” wakacje. Wspomnienia 80-latka, który sięgnął pamięcią 70 lat wstecz (pośmiertnie, w: „Zeszyty Archiwum Ziemi Sanockiej” nr 2: San, rzeka ziemi sanockiej z 2002, s. 131-135)[115][86]
- Kartki z przeszłości Sanoka (pośmiertnie, 2005)[116][86]

Ponadto przygotowywał do publikacji prace pt. Słone Góry – gawęda krajoznawcza, Pomniki i tablice zabytkowe Sanoka, Zamek sanocki w ilustracji i fotografii.

## Odznaczenia i nagrody
Odznaczenia
- Krzyż Oficerski Orderu Odrodzenia Polski[87]
- Krzyż Kawalerski Orderu Odrodzenia Polski (przed 1980)[64]
- Złoty Krzyż Zasługi (1957, za wieloletnią pracę polityczną w szeregach SD)[117][37][87]
- Srebrny Krzyż Zasługi[37][87]
- Medal 10-lecia Polski Ludowej (1955)[118][87]
- Medal 40-lecia Polski Ludowej (1984)[119]
- Odznaka 1000-lecia Państwa Polskiego[37]
- Odznaka „Zasłużony Działacz Turystyki” (1967)[120][64]
- Odznaka „Zasłużony Działacz Kultury Fizycznej”[37]
- Medal 100-lecia Polskiej Turystyki[37]
- Złota odznaka Wojewódzkiego Komitetu Kultury Fizycznej i Turystyki (1960)[121]
- Złota Honorowa Odznaka PTTK (1960)[122][64]
- Medal 50-lecia Stronnictwa Demokratycznego (1988)[123]
- Odznaka „Zasłużony dla Województwa Rzeszowskiego”[37]
- Odznaka „Zasłużony dla Sanoka” (1983)[124]

Nagrody i wyróżnienia
- Wpis do „Księgi zasłużonych dla województwa krośnieńskiego” (1981)[125][126]
- „Jubileuszowy Adres” (1984)[127]
- II nagroda ex aequo w konkursie „Ziemia rodzinna Grzegorza z Sanoka w literaturze”, w dziedzinie prozy dokumentalno-wspomnieniowej – godło „Zbigniew” za publikację pt. Kartki z niedawnej przeszłości Sanoka  oraz wyróżnienie za pracę pt. Habent sua fata libelli (1986)[128][28]
- Dyplom honorowy Koła Przewodników PTTK w Sanoku (1986)[129]
- Nagroda Wojewódzkiej Rady Narodowej w Krośnie (1988)[130][131]
- Nagroda i medal im. Franciszka Kotuli I stopnia ufundowana przez Krajową Agencję Wydawniczą za ratowanie dóbr kultury narodowej, w tym szczególnie ikon w pierwszych latach powojennych, a także za organizowanie zbiorów Muzeum Historycznego w Sanoku i szeroką działalność popularyzatorską historii oraz kultury ludowej (luty 1989)[132][133][24][134][135]
- Nagroda Miasta Sanoka I stopnia za rok 1993 (przyznana 7 kwietnia 1994 za promowanie turystyki)[136][137][138][139]
- Członkostwo Honorowego Polskiego Towarzystwa Turystyczno-Krajoznawczego (26 lutego 1993)
- Honorowe Obywatelstwo Królewskiego Wolnego Miasta Sanoka (27 czerwca 1996, „w uznaniu długoletniej i twórczej pracy w sanockim muzealnictwie”; wręczenie 11 listopada 1996)[140][141][142][143][5][17]
- Nagroda wojewody krośnieńskiego (16 maja 1996)[144][145]